# عزیز دین
عزیز دین (انگلیسی: Aziz Deen-Conteh؛ زادهٔ ۱۴ ژانویهٔ ۱۹۹۳) بازیکن فوتبال اهل بریتانیا است.
از باشگاه‌هایی که در آن بازی کرده‌است می‌توان به باشگاه فوتبال چلسی، باشگاه فوتبال زاریا بالتی، باشگاه فوتبال بوستون یونایتد، و باشگاه فوتبال پورت ویل اشاره کرد.
وی همچنین در تیم‌های ملی فوتبال England national under-16 football team، زیر ۱۹ سال انگلستان، و سیرالئون بازی کرده‌است.